# Matthias Kriegner
Matthias Kriegner (* 2. August 1873 in Mühlbach, heute zu Wilhering; † 4. Oktober 1922 in Neunkirchen) war ein österreichischer Politiker (SDAP) und Gewerkschaftssekretär. Er war von 1919 bis 1921 Abgeordneter zum Landtag von Niederösterreich.
Kriegner besuchte die Volksschule und arbeitete bis zu seinem zum Militärdienst in der Landwirtschaft. 1913 wechselte er in die Metallbranche. Er war ab 1913 zudem Distriktssekretär der Metallarbeiter in Neunkirchen und absolvierte die Parteischule in Klagenfurt. Während des Ersten Weltkriegs diente er 27 Monate lang an der italienischen Front. Er war ab 1898 in verschiedenen Funktionen in der Metallarbeitergewerkschaft engagiert und war in der sozialdemokratischen Partei und in der Krankenkasse aktiv. Zudem fungierte er als Vizebürgermeister von Neunkirchen und vertrat die Sozialdemokratische Arbeiterpartei zwischen dem 20. Mai 1919 und dem 11. Mai 1921 im Niederösterreichischen Landtag, wobei er während des Lösungsprozesses Wiens von Niederösterreich ab dem 10. November 1920 der Kurie Niederösterreich Land angehörte.